# Кокошкин, Иван Михайлович
Ива́н Михайлович Коко́шкин (1655—1714) — стольник, русский государственный деятель начала XVIII века.

## Биография
Происходил из псковских городовых дворян. В 1693—1696 годах в чине стольника и полковника командовал Первым псковским стрелецким полком. В 1701 году в прежнем чине возглавлял иррегулярный рейтарский полк, сформированный из служилых людей Новгородского разряда, который действовал в Ингерманландии, а также принял участие в боях у Печерского монастыря и на реке Ижора.
С 1703 года состоял при рекрутских наборах в Твери. Не позднее 1710 года назначен Тверским комендантом. В 1714 году, находясь на смертном одре, написал Петру I письмо, винясь во всех своих злоупотреблениях, допущенных по службе, благодаря чему получил некоторую известность и был упомянут в трудах В. О. Ключевского и С. М. Соловьева.